# ویتنبرگن
ویتنبرگن (به آلمانی: Wittenbergen) یک شهر در آلمان است که در اشتاینبورگ واقع شده‌است. ویتنبرگن ۱۸۴ نفر جمعیت دارد.